# Armand Deperdussin

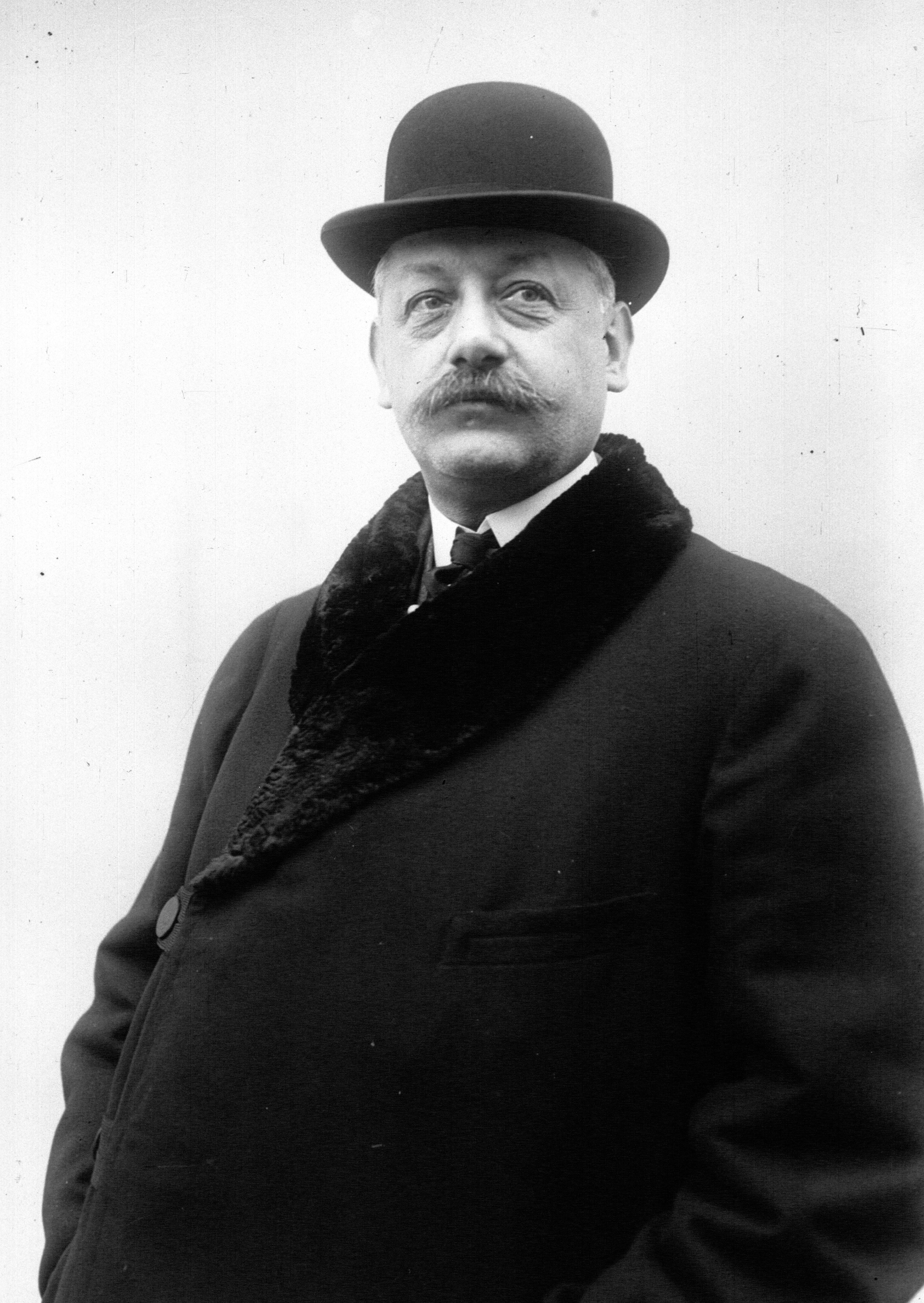

Armand Deperdussin (1860 - 11 de junio de 1924) fue un empresario francés que fundó en 1910 la compañía de fabricación de aviones Société Pour les Appareils Deperdussin (SPAD) en Betheney, cerca de Reims. Contrató al diseñador Louis Béchereau como director técnico de la compañía y más tarde empleó al joven ingeniero, André Herbemont. Estas dos personas consiguieron que la organización SPAD obtuviera gran fama.
En 1913 Armand Deperdussin fue acusado de fraude, por el Comptoir Industrial et Colonial Bank quien señaló que financió su participación en el Trofeo Gordon Bennett, con recibos falsos de su industria de seda. Permaneció encarcelado hasta 1917, cuando es llevado a juicio. En el juicio expone que su dinero fue usado en el desarrollo de la industria aeronáutica francesa, lo que le valió una pena de cinco años, pero debido a su reclusión previa, fue liberado de inmediato. Pese a obtener la libertad, nunca se recuperó del todo, y finaliza su vida suicidandose el 11 de junio de 1924.